# Byran Black
Byran Black – brytyjski bobsleista, złoty medalista mistrzostw świata.

## Kariera
Największy sukces w karierze Byran Black osiągnął w 1937 roku, kiedy wspólnie z Frederickiem McEvoyem, Charlesem Greenem i Davidem Lookerem zwyciężył w czwórkach podczas mistrzostw świata w Sankt Moritz. Był to jednak jedyny jego medal wywalczony na międzynarodowej imprezie tej rangi. Nigdy nie wystąpił na igrzyskach olimpijskich.